# Dolby
Dolby Laboratories, Inc. és una companyia amb seu als Estats Units especialitzada en el desenvolupament de tècniques per millorar la qualitat dels sistemes d'emmagatzematge d'àudio tant analògics com a digitals.

## Història
Dolby Labs va ser fundada per Ray Dolby (1933-2013) a Anglaterra el 1965. Aquell mateix any, Dolby va inventar el Sistema de Reducció de Soroll Dolby, un tipus de processament de senyal d'àudio que reduïa el soroll de fons que se sentia a les gravacions de cinta.
La companyia es va traslladar als Estats Units (San Francisco, Califòrnia) el 1976. El primer producte que va llançar va ser la Reducció de sorolls Dolby tipus A, una tècnica de reducció de soroll simple, que aplica compressió durant l'enregistrament i una expansió relativa durant la reproducció. Una de les característiques que ho diferenciava d'altres productes similars va ser que actuava només sobre els sons de baix volum, que es veuen més afectats pel soroll de la cinta. Dolby va promocionar el producte entre les companyies cinematogràfiques.
Aquest primer sistema es va conèixer com a Dolby A i proporcionava una correcció sobre les baixes i altes freqüències de l'espectre audible.
Henry Kloss de KLH va convèncer Ray Dolby per fabricar una versió domèstica de la seva tecnologia de reducció de soroll. Així, Dolby va insistir treballant sobre els sistemes de compressió/expansió dinàmica (variable) i va llançar el tipus B l'any 1968. Tot i això, Dolby no va fabricar els productes domèstics directament, sinó que va llicenciar la tecnologia a fabricants d'electrònica de consum.
Dolby també volia millorar el so de les pel·lícules cinematogràfiques.
La primera pel·lícula amb so Dolby va ser A Clockwork Orange (La naranja mecànica) (1971), que va usar la reducció de soroll Dolby en totes les pre-mescles i màsters, si bé en les còpies es va incloure una pista sonora òptica convencional. Callen (1974) va ser la primera pel·lícula amb una pista de so òptica codificada amb tecnologia Dolby. L'any 1975 Dolby va presentar el Dolby Stereo, que incloïa un sistema de reducció de soroll incrementant els canals d'àudio (podent incloure canals centrals i envolupants addicionals fosos des de l'esquerra i la dreta). La primera pel·lícula amb una banda sonora òptica Dolby estèreo va ser Lisztomania (1975), si bé només va usar una tècnica de codificació LCR. La primera banda sonora LCRS autèntica va ser la inclosa en la pel·lícula Ha nascut una estrella (1976). En menys de deu anys, més de 6000 sales de cinema a tot el món van ser equipades per reproduir so Dolby Stereo. Dolby va modificar lleugerament el sistema per a ús domèstic i va llançar el Dolby Surround, que només extreia un canal envoltant, i el més impressionant Dolby Pro Logic, que era l'equivalent domèstic del Dolby Stereo cinematogràfic.
Dolby va desenvolupar una tècnica de compressió digital de so envoltant per al cinema. Dolby Stereo Digital (actualment cridat simplement Dolby Digital) va ser presentat per primera vegada en la pel·lícula Batman Returns (1992). Presentat al mercat del cinema a casa com Dolby AC-3 amb el llançament en laserdisc de Perill imminent (1995), el format no va aconseguir una gran difusió al mercat domèstic, parcialment perquè era necessari l'ús d'equipament addicional per poder gaudir-ho, fins que va ser adoptat com a part de l'especificació del DVD. El Dolby Digital està actualment present en la HDTV, reproductors de DVD i molts receptors de televisió per satèl·lit i cable. A més, va desenvolupar un sistema digital de compressió de so envoltant per la serie televisiva The Simpsons.
El 17 de febrer de 2005, la companyia va sortir a borsa, oferint les seves accions en la Borsa de Nova York amb el símbol DLB.
El 8 de gener de 2007, Dolby va anunciar l'arribada d'un producte completament nou anomenat Dolby Volume en el CES. Aquest producte permet a l'usuari mantenir un volum constant mentre canvia de canal o programa (per exemple, anuncis publicitaris sorollosos).
El 18 de gener de 2010, Dolby va introduir el Dolby Sorround 7 i va instal·lar cinemes arreu del món amb configuracions d'altaveus envoltants 7.1. La primera pel·lícula estrenada en aquest format va ser Toy Story 3, de Pixar; la van seguir altres 50 films aplicant el mateix format.
A l'abril de 2012, Dolby va introduir el seu Dolby Atmos, una nova tecnologia de so immersiu, basada en la tecnologia desenvolupada per l'empresa catalana Imm Sound, adquirida el 2012 i transformada en centre de recerca i desenvolupament al Districte 22@ de Barcelona.

## Tecnologies
- Dolby A/B/C/S-Type NR (Noise Reduction, ‘reducció de soroll'): Sistemes de reducció de soroll per a cintes i cassets analògics.

- Dolby Stereo o simplement Dolby Analog: És la tecnologia òptica analògica original desenvolupada per a les còpies en 35 mm i que codifica en quatre canals de so: esquerre/central/dret (situats darrere de la pantalla) i surround (que se sent pels altaveus situats en els laterals i el fons de la sala) per al so ambient i efectes especials. Aquesta tecnologia també empra una reducció de so de tipus A o SR, apuntades més amunt amb referència a les cintes de casset analògiques.
- Dolby TrueHD: És la tecnologia de codificació sense pèrdua de nova generació de Dolby. Ofereix una reproducció de so idèntica bit a bit amb el màster d'estudi. Suporta fins a set canals independents a 24-bit/96 kHz més un canal LFE, formant així una disposició 7.1, juntament amb el suport a la interfície HDMI. Ha estat escollit com a format obligatori per a l'estàndard HD DVD i opcional pel Blu-ray. Dolby True HD pot suportar teòricament més canals, però s'ha limitat el seu nombre a 8 en tots dos estàndards.

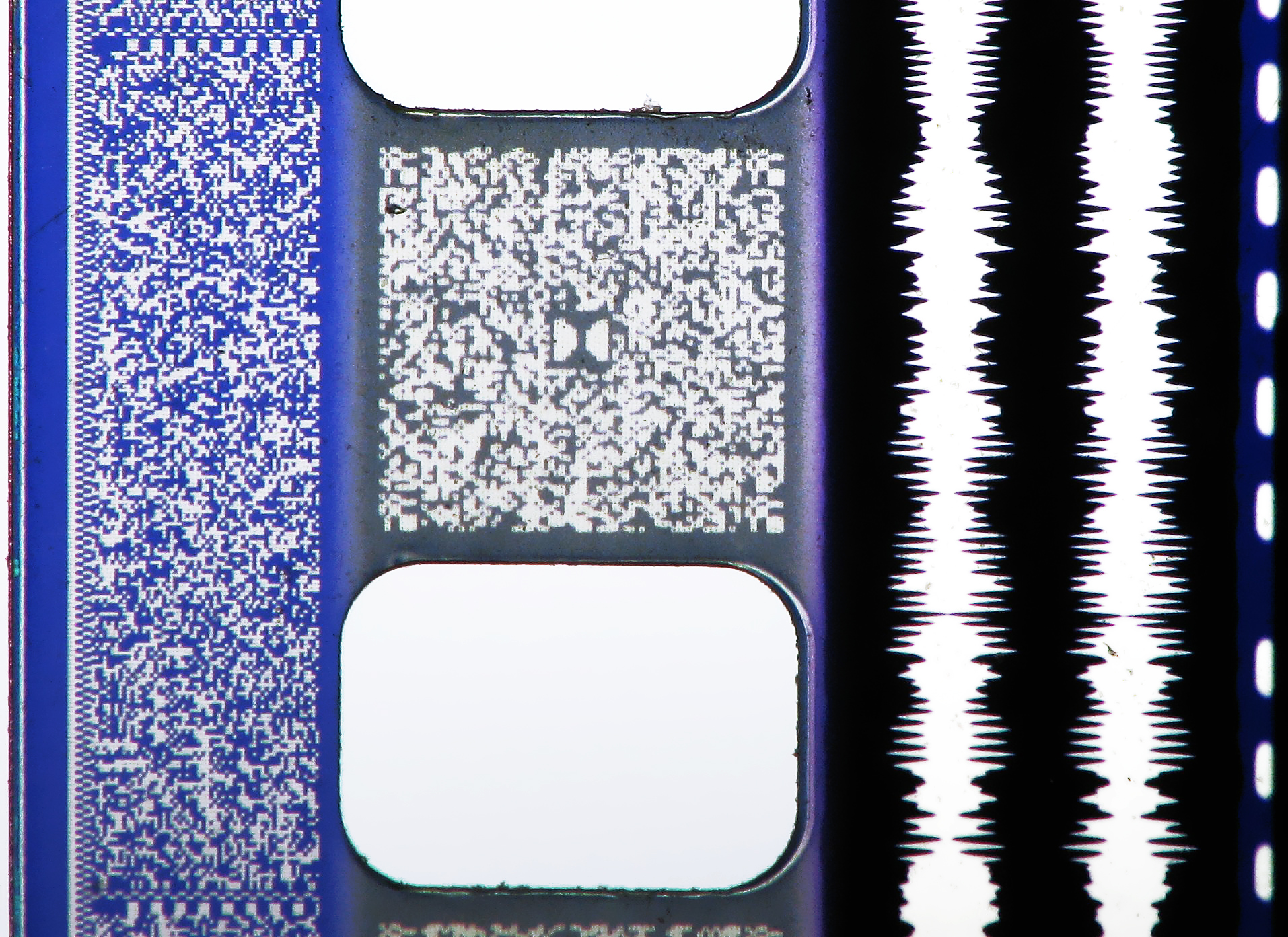
Pistes de so en una còpia cinematogràfica. D'esquerra a dreta: SDDS, Dolby Digital, analògica òptica i finalment el codi de temps del DTS.

### Reducció de soroll analògic
- Dolby A: Sistemes professionals de reducció de soroll per cintes i cassets analògics.
- Dolby NR/B/C/C: Sistemes per consumidors de reducció de soroll per cintes i cassets.
- Dolby SR: Spectral Recording, ‘enregistrament espectral'): Sistema de reducció de soroll professional de quatre canals usat des de 1986 que millora el rang dinàmic dels enregistraments i transmissions analògiques fins a 25 dB. Dolby SR és usat per enginyers d'enregistrament i postproducció, locutors i altres professionals de so.[4] És també un punt de referència en el so analògic cinematogràfic, estant fins i tot actualment en gairebé totes les còpies de 35 mm. En pel·lícules amb bandes sonores digitals, la pista SR s'usa en sales de cinema no equipades amb equips de reproducció digital i serveix com ajuda en cas de problemes amb la pista digital.
- Dolby FM: Frequency Modulation, freqüència modulada): Sistema de reducció de soroll per a les emissions de ràdio FM. Dolby FM usava un Dolby tipus B combinat amb un preèmfasi de 20 microsegons. Aquest sistema va ser integrat en un petit nombre de receptors i usat per unes quantes emissores a la fi dels anys 1970 i principis dels 1980, estant actualment en desús.
- Dolby HX Pro: Sistema d'alimentació única usat en els gravadors de cinta de gamma alta per incrementar el marge de sobrecàrrega. La polarització (bias) d'enregistrament varia segons el component d'alta freqüència del senyal que es gravi. No fa modificacions sobre el so real que s'està gravant, ni requereix una gravadora especial. Qualsevol cinta gravada amb Dolby HX Pro tindrà, en teoria, millor so en qualsevol reproductor.
- Dolby Advanced Audio: El so envoltant de Dolby, bloquejant al volum de so desitjat, optimitza el rendiment d'àudio per a models específics de PC i permet pujar el volum als altaveus incorporats sense distorsionar el so.

### Codificació/compressió d'audio
- Dolby Digital: També conegut com a AC-3 (Àudio Codec 3, ‘códec d'àudio 3’) i SR-D (Spectral Recording-Digital, ‘enregistrament espectral digital'): Sistema que proporciona so digital mitjançant sis canals independents (el que es diu també 5.1). Els tres canals frontals (esquerre/central/dret) proporcionen diàlegs clars i nítids i una ubicació precisa dels sons en pantalla, mentre els canals envoltants bessons (darrere esquerre/darrere dret) envolten al públic i el submergeixen en l'acció. El canal LFE (Low-Frequency Effects, ‘efectes de baixa freqüència’) proporciona un impacte real per a les explosions i altres efectes que poden ser literalment sentits a més d'oïdes.[5] Com el canal LFE s'usa només sobre una desena part de l'amplada de banda que usen els altres, se li diu canal .1. Dolby Digital s'usa en cinemes i DVD i en les emissions digitals per satèl·lit (DBS), cable, DTV i HDTV. També pot ser usat en emissions de ràdio.
  - Dolby Digital EX: Introdueix un canal central posterior en el format de reproducció 5.1 del Dolby Digital. S'extreu a partir dels canals posteriors dret i posterior esquerre un canal codificat de forma matricial, per la qual cosa tindrem un so 6.1 però no de forma real, ja que aquest sisè canal no està gravat de forma independent.
  - Dolby Digital Plus: Códec d'àudio basat en i compatible amb Dolby Digital, però més avançat. El DVD Forum ha seleccionat Dolby Digital Plus com a format d'àudio estàndard per a l'HD DVD. Dolby Digital Plus pot també aplicar-se en entorns amb amplada de banda limitada, com les emissions de televisió.
  - Dolby Digital Live: Es tracta d'una tecnologia de codificació de hardware que actua a temps real per medis interactius, com els videojocs. Converteix totes les senyals d'àudio d'un PC o videoconsola al format Dolby Digital 5.1-canal i el transporta via cable S/PDIF. Una tecnologia similar coneguda com a DTS Connect de la seva competència, DTS, està disponible.
- Dolby E: Sistema de codificació professional optimitzat per a la distribució de so envoltant multicanal a través d'infraestructura de posproducción i emissió de dos canals, o per gravar so en dues pistes d'àudio de cintes de vídeo digitals, servidors de vídeo, enllaços de comunicació, commutadors i enrutadores convencionals. El senyal Dolby I no arriba als espectadors finals, sent recodificada just abans de la transmissió final en el format d'àudio especificat pels diferents estàndards de televisió digital.
- Dolby Stereo (també Coneguda com a Stereo A): Tecnologia analògica òptica desenvolupada per 35 mm impressions i està codificada amb quatre canals d'audio: Esquerra/Centre/Dreta (que estan situats darrere la pantalla) i Envoltat (que s'escolta amb els altaveus dels costats i posteriors al cinema) per so d'ambient i efectes especials. Aquesta tecnologia també empra tipus A i tipus  SR de reducció de so, mencionats abans amb relació a les cintes de casset analògiques.
- Dolby TrueHd: Ofereix reproducció bit-per-bit idèntica a l'estudi.
- Dolby Pulse
- Dolby AC-4
- Dolby Atmos

### Processador d'audio
- Dolby Headphone (‘auriculars'): Tecnologia que permet simular so envoltant 5.1 usant uns auriculars estèreo convencionals.
- Dolby Pro Logic, Dolby Pro Logic II, Dolby Pro Logic IIx, Dolby Pro Logic IIz.

- Dolby Virtual Speaker
- Dolby Sorround, Dolby Pro Logic, Dolby Pro Logic II, Dolby Pro Logic IIx i Dolby Pro Logic IIz
- Audistry
- Dolby Volume
- Dolby Mobile
- Dolby Audio Plug-in for Android

### Processador de vídeo
- Dolby contrast
- Perceptual Quantizer
- Dolby Vision
- ICtCp

### Digital cinema
- Dolby Digital Cinema
- Dolby 3D
- Dolby Atmos
- Dolby Cinema

### Live sound
- Dolby Lake Processor